# Maskulin Mixtape Vol. 4
Maskulin Mixtape Vol. 4 ist der vierte Sampler des Labels Maskulin. Er wurde offiziell am 24. Januar 2014 veröffentlicht. Jedoch erschien eine von DJ Maxxx veränderte Version am 6. Dezember 2013 über den Filehoster Sendspace. Mit dem Erscheinen der CD wurde der kostenlose Link vom Server genommen.

## Inhalt
Der Inhalt lehnt sich musikalisch teilweise an den Vorgänger an. Die Interpreten werten sich selbst stark auf, stilisieren sich als reich und machen teilweise Gewaltdrohungen gegen ein unbestimmtes „Du“. Das Lied Pain & Gain ist inhaltlich an den gleichnamigen Film angelehnt. Mit Sillis befindet sich ein Club-Song auf dem Sampler. In A.C.A.B. und Knast rein Knast raus werden die Themen Verhaftung und Justizvollzugsanstalt behandelt. Denn sie wissen nicht was sie tun handelt dagegen von Religion und göttlicher Gnade. Außerdem wird der Refrain der Lieder Sls, Mr. Officer und Richtung Sonnenlicht mit automatischer Tonhöhenkorrektur bearbeitet gesungen.

## Hintergrund
Wochen nach der Veröffentlichung des dritten Samplers Maskulin Mixtape Vol. 3 wurde verkündet, dass ein Mixtape des Rappers Jihad unter dem Titel Straßenträumer veröffentlicht werden soll. Das Veröffentlichungsdatum wurde dabei zunächst verschoben, da das Label Maskulin in dieser Zeit den Vertrieb und den Onlineshop änderte. Der bei Straßenträumer im Vordergrund stehende Jihad hatte zuvor schon mehr als 30 Lieder veröffentlicht, seit er bei Maskulin unter Vertrag stand. Fler teilte kurz nach Veröffentlichung des Samplers mit, dass ein anwaltliches Schreiben mit finanziellen Forderungen von Animus bei ihm eingetroffen sei. Fler stellte hierzu fest, dass es nie einen Vertrag über eine finanzielle Vergütung von Animus gegeben habe und dies erst zur Veröffentlichung eines Solo-Albums geplant gewesen sei.

## Besetzung
Zur Besetzung des Samplers gehören Fler, Silla, Animus und der bei diesem Sampler im Vordergrund stehende Rapper Jihad.

## Versionen
Standard-Version
Die Standard-Version beinhaltet 15 Lieder. Sie wurde physisch wie digital am 24. Januar 2014 veröffentlicht.
Jihad-Edition
Die lediglich auf Amazon angebotene Jihad-Edition enthält neben den 15 Songs der Standard-Version noch die Instrumental-Versionen der 15 Lieder sowie ein T-Shirt. Die Jihad-Edition erschien ebenfalls am 24. Januar 2014.
RapUpdate Version
Am 6. Dezember 2013 wurde der Sampler vorab als digitale Version, kostenfrei auf RapUpdate.de veröffentlicht. Diese beinhaltet jedoch nicht alle Lieder des Samplers. Zudem wurden viele Lieder nicht in voller Länge präsentiert. Die RapUpdate-Version beinhaltet außerdem noch viele Scratches von DJ Maxxx.
iTunes-Edition
Die iTunes-Edition enthält 16 Lieder und deren Instrumental-Versionen.

## Produktion
Alle Songs des Samplers wurden in Berlin aufgenommen. Das Mastering des Samplers
übernahm der US-amerikanische Ingenieur Brian Gardner. So wurde der Sampler in Los Angeles „gemastert“. Die Beats der Songs
stammen von insgesamt drei Produzenten. So ist das Produzenten-Team Hijackers für die Produktion der Songs Der Mann macht das Geld,
A.C.A.B., Safari, Silberrücken, Kriminelle Energie, Straßenträumer, Knast rein Knast raus, Verschmelze mit der Straße,
Sls und Mr. Officer verantwortlich. Der Produzent Joshimixu steuerte die Beats zu den Songs Sillis, masq und
Denn sie wissen nicht was sie tun bei. Pain & Gain und Digitalwaage wurden von Sascha Kunstmann produziert.
Der Refrain des Songs Silberrücken basiert auf einem Sample aus dem Song Die Liga der Kriminellen von Fler, Silla und Jihad aus dem Album Blaues Blut.

## Titelliste
| #  | Titel                             | Interpret            | Texte                | Produktion       | Länge |
| -- | --------------------------------- | -------------------- | -------------------- | ---------------- | ----- |
| 1  | Pain & Gain                       | Jihad, Animus, Silla | Jihad, Animus, Silla | Sascha Kunstmann | 4:16  |
| 2  | Der Mann macht das Geld           | Jihad                | Jihad                | Hijackers        | 3:23  |
| 3  | Sillis                            | Jihad                | Jihad                | Joshimixu        | 3:12  |
| 4  | A.C.A.B.                          | Jihad, Fler          | Jihad, Fler          | Hijackers        | 3:02  |
| 5  | Safari                            | Jihad, Fler, Silla   | Jihad, Fler, Silla   | Hijackers        | 4:52  |
| 6  | Silberrücken                      | Jihad, Silla         | Jihad, Silla         | Hijackers        | 2:30  |
| 7  | Kriminelle Energie                | Jihad, Fler, Animus  | Jihad, Fler, Animus  | Hijackers        | 3:37  |
| 8  | Straßenträumer                    | Jihad                | Jihad                | Hijackers        | 3:20  |
| 9  | Knast rein Knast raus             | Jihad                | Jihad                | Hijackers        | 3:29  |
| 10 | Verschmelze mit der Straße        | Jihad, Fler          | Jihad, Fler          | Hijackers        | 3:09  |
| 11 | Sls                               | Fler, Animus         | Fler, Animus         | Hijackers        | 3:42  |
| 12 | Mr. Officer                       | Jihad, Fler, Silla   | Jihad, Fler, Silla   | Hijackers        | 4:20  |
| 13 | Digitalwaage                      | Jihad                | Jihad                | Sascha Kunstmann | 3:11  |
| 14 | masQ                              | Fler, Silla, Animus  | Fler, Silla, Animus  | Joshimixu        | 4:12  |
| 15 | Denn sie wissen nicht was sie tun | Silla, Animus        | Silla, Animus        | Joshimixu        | 3:21  |

| #  | Titel                | Interpret    | Texte        | Produktion | Länge |
| -- | -------------------- | ------------ | ------------ | ---------- | ----- |
| 16 | Richtung Sonnenlicht | Fler, Animus | Fler, Animus |            | 3:15  |

## Covergestaltung
Das Cover zeigt die Rapper Jihad, Silla, Animus und Fler. Alle Rapper werden in Geldscheinen eingewickelt
dargestellt. Im Hintergrund des Covers sind überall Geldscheine zu sehen. Oben ist das Wahrzeichen der
Stadt Berlin-Steglitz, der Bierpinsel, zu sehen. Links unten befindet sich das Logo des Labels
Maskulin.

## Vermarktung
Bei einem Auftritt bei dem Sender Joiz kündigte Fler den nächsten Sampler an. Wenige Tage zuvor stand er
schon zur Vorbestellung auf Amazon bereit. Bereits 2013 wurden die Songs Safari und masQ als Hörprobe auf YouTube angeboten. Das Musikvideo zum Song Silberrücken feierte am 1. Dezember 2013 Premiere. Am 6. Dezember wurde ein 43-minütiges Snippet zum Sampler veröffentlicht, was kostenlos zum Download bereitgestellt wurde.

## Rezeption

### Charterfolg
Der Sampler erreichte in der ersten Verkaufswoche Rang 17 in Deutschland, Platz 62 in Österreich und Position 38 in der Schweiz. In allen drei Ländern hielt sich der Sampler eine Woche lang.
| Jahr | Titel                   | Höchstplatzierung, Gesamtwochen, AuszeichnungChartplatzierungen (Jahr, Titel, Platzierungen, Wochen, Auszeichnungen, Anmerkungen) | Höchstplatzierung, Gesamtwochen, AuszeichnungChartplatzierungen (Jahr, Titel, Platzierungen, Wochen, Auszeichnungen, Anmerkungen) | Höchstplatzierung, Gesamtwochen, AuszeichnungChartplatzierungen (Jahr, Titel, Platzierungen, Wochen, Auszeichnungen, Anmerkungen) | Anmerkungen                           |
| Jahr | Titel                   | DE | AT | CH | Anmerkungen                           |
| ---- | ----------------------- | --- | --- | --- | ------------------------------------- |
| 2014 | Maskulin Mixtape Vol. 4 | DE17 (1 Wo.)DE | AT62 (1 Wo.)AT | CH38 (1 Wo.)CH | Erstveröffentlichung: 24. Januar 2014 |